# 알렉세이 알렉산드로비치 대공
알렉세이 알렉산드로비치 대공(러시아어: Алексей Александрович, 1850년 1월 14일 ~ 1908년 11월 14일)은 러시아 제국의 황족이자 군인으로 알렉산드르 2세와 마리야 알렉산드로브나 황후의 넷째 아들이다.

## 생애

### 출생
1850년 1월 14일, 러시아 제국 상트페테르부르크의 겨울 궁전에서 니콜라이 1세의 손자로 태어났다.
아버지는 당시 러시아의 황태자였던 알렉산드르 2세이고, 어머니는 헤센의 마리 폰 헤센다름슈타트이다. 알렉세이는 부모의 다섯번째 자녀이자 넷째 아들로 태어났다.

### 해군 장교 시절

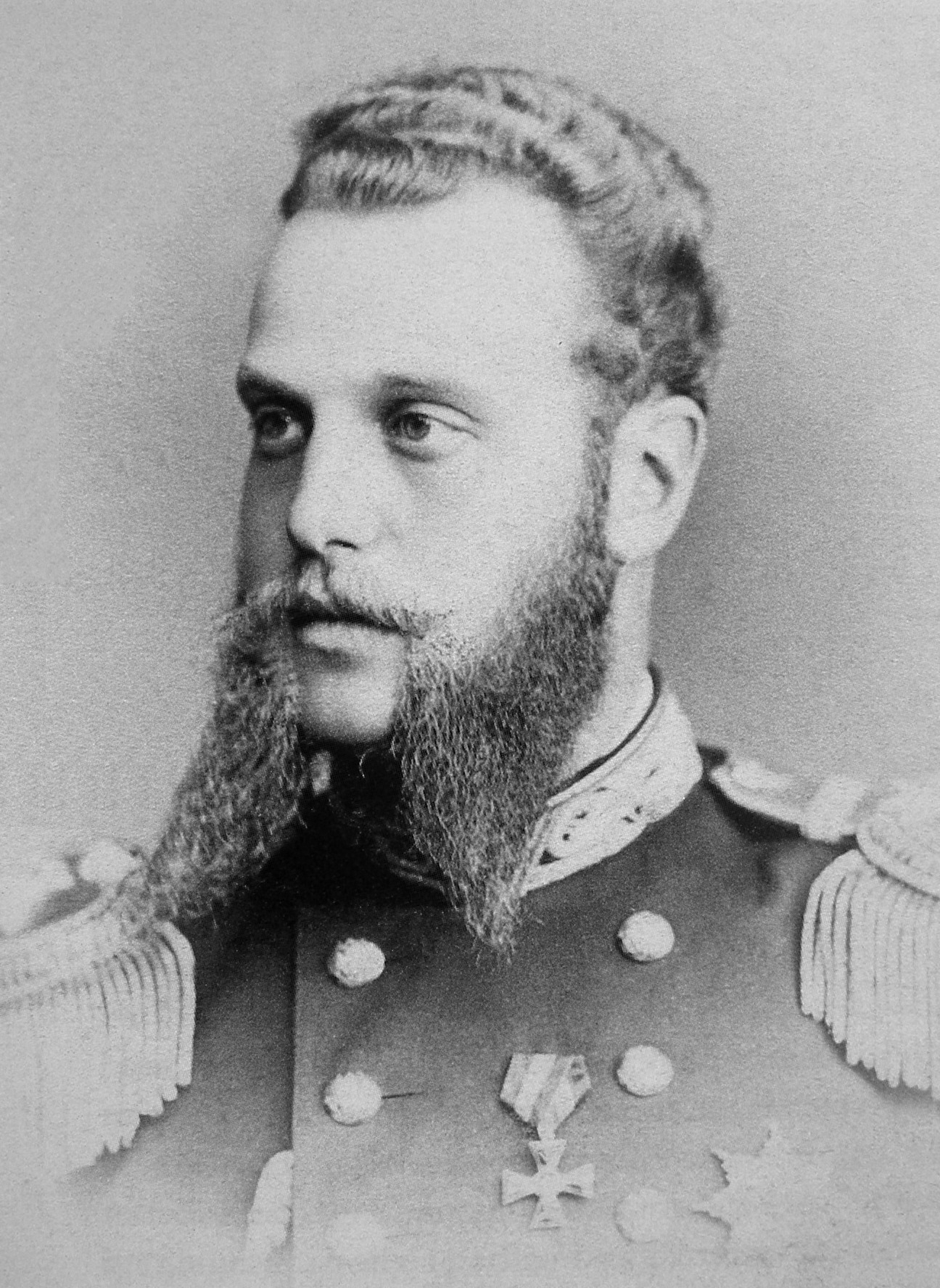
알렉세이 알렉산드로비치 대공 (1873년)

어린 시절부터 군사 훈련을 받고 해군에 선발되었다. 1866년 해군 중위로 진급하였으며 이후 해군 장교로 복무하면서 지중해 연안과 콘스탄티노플, 바쿠, 러시아 남부의 니콜라옙스크, 아스트라한 등을 유람하였다.
겨울에는 이론적인 학습을 교육받고 여름에는 상트페테르부르크 항구에 정박한 발트 함대의 러시아 군함에서 군사 교육과 훈련을 받으며 다양한 범선을 접했다.
1870년 1월, 알렉세이는 러시아 법률에 따라 성년이 되었다. 6월에는 아르한겔스크의 학교와 산업시설을 방문한 뒤 코르벳 바랴그호에 탑승해 북극해에서 항해훈련을 시작했다. 이후 솔로베츠키 제도와 백해, 바렌츠해를 거쳐 노바야제믈랴 제도까지 순항하였다.
1877년 러시아-튀르크 전쟁에 참전하였다. 1883년 해군 장군에 임명되었으며 러시아의 해군 장비와 해군 근대화에 큰 공헌을 했다.
1885년 알렉세이 대공을 위한 궁이 만들어졌다. 1897년 프랑스 파리에 저택을 구입하였으며 자주 프랑스를 방문하였다.
러일 전쟁이 발발하자 지휘관으로 참전하였으나 쓰시마 해전에서 패전의 책임을 물어 직위가 해제되면서 일생에 걸친 군생활을 마무리하였다. 이후 파리로 이주하여 여생을 마쳤다.

### 해외 순방

#### 미국 방문
1871년, 미국 해군 함대가 상트페테르부르크를 공식 방문한 것을 계기로 러시아에서는 고위급 해군을 미국에 파견하기로 구상하였고, 알렉세이 대공을 필두로 미국 방문이 공식 결정되었다. 알렉세이 대공이 주축이 된 러시아 함대는 출항 길에 덴마크의 코펜하겐에 들러 덴마크 국왕 크리스티안 9세를 알현하고, 영국 빅토리아 여왕의 둘째 아들이자 여동생의 남편인 작센코부르크의 에딘버러 알프레드 공작을 만났다.
11월 21일, 러시아 함대는 뉴욕항에 입항했고 존 애덤스 딕스 장군의 영접을 받았다. 이날 러시아 해군을 위한 열병식이 열렸으며 알렉세이 대공은 러시아 정교회의 예배당에서 열린 추수감사절 예배에 참석했다.
11월 23일, 워싱턴 D.C.로 이동하여 율리시스 S. 그랜트 미국 대통령의 영접을 받았다. 미국과 러시아의 껄끄러운 외교 관계로 인해 영접 규모는 미국이 다른 나라의 왕족들을 맞이했을 때보다 작은 규모로 진행되었다. 이 자리에는 영부인을 비롯해 미국의 고위 관료 대부분이 참석했다.
11월 말, 뉴욕을 방문하여 브루클린 해군 야드와 포트 워즈워스, 거버너스섬의 요새들을 방문했다. 또한 톰킨스 광장에 있는 소방서를 둘러보고 미국 육군사관학교 웨스트포인트를 방문하였다.
12월 2일, 미국 국립 디자인 아카데미 기념식에 참석하여 예술가들의 영접을 받았다. 12월 3일에는 필라델피아를, 12월 6일에는 매사추세츠주 스프링필드를 방문하였다.
12월 7일부터 14일까지 보스턴에 머물렀고, 이 기간 동안 하버드 대학교를 비롯해 여러 공립학교를 방문해 미국 교육 시스템에 대한 광범위한 보고를 받았다. 벙커힐 전쟁터와 찰스타운의 조선소를 방문하고 미국 어린이 합창단의 음악 축제에도 참석했다. 축제에서는 율리우스 아이히베르크가 특별히 작곡한 '대공 전하(His Imperial Highness)'를 위한 노래와 성대한 환영행진이 열리고, 대공의 방문을 기념하는 무도회가 보스턴 극장에서 열렸다.
12월 17일, 영국령 캐나다를 방문하여 오타와와 토론토를 지나 12월 22일 나이아가라 폭포에 도착했다. 12월 23일 기차를 타고 뉴욕 버팔로로 떠났고 그곳에서 크리스마스를 보냈다.
12월 26일, 오하이오주 클리블랜드에 도착하여 뉴버그 하이츠의 제철소와 여러 공장들을 방문했다. 시카고로 가는 도중에 화재로 인해 도시 복구 사업에 매진 중인 디트로이트를 방문하여 격려하였다. 시카고에 도착한 후에는 시카고의 노숙자들에게 미화 5,000달러를 주었다. 이후 가축 사육장과 돼지고기 가공 공장을 방문했다.

#### 일본 방문
1872년 2월 29일, 미국을 떠난 알렉세이 대공은 쿠바의 아바나를 거쳐 6월 3일 리우데자네이루를 방문하여 브라질 제국의 페드루 2세를 알현했다. 이후 대공의 함대는 케이프타운, 바타비아, 싱가포르, 홍콩, 광둥, 상하이 등지에 정박했다.
10월 15일 일본에 도착한 러시아 편대는 나가사키항에 정박하였다. 이후 고베와 요코하마를 거쳐 11월 5일 메이지 천황의 공식 영접을 받았다. 이때 알렉세이 대공의 일본 방문으로 인해 일본의 기독교인 34명이 천황에 의해 사면되어 석방되기도 하였다.
11월 26일, 러시아 함대는 크론시타트를 떠난 지 거의 1년 반 만인 12월 5일 러시아 태평양 함대 기지에 도착하여 블라디보스토크를 향해 출항했다. 이후 시베리아를 가로질러 상트페테르부르크로 돌아왔다.

### 가정 생활
아내와 자녀를 두었지만 신분 차이로 인해 결별하였다. 이후 별도의 결혼 생활 없이 정부를 두었다.
해군 중위로 복무하던 중인 1871년, 시인 바실리 주콥스키의 딸인 주콥스카야와의 사이에서 아들 알렉세이 벨룝스키 주콥스키를 낳았다. 하지만 아버지 알렉산드르 2세는 손자를 부정하였으며 둘 사이의 결혼을 강하게 반대했다. 주콥스카야가 알렉세이보다 8살 연상이었고, 황후의 시녀였기 때문이다.
둘의 결혼은 귀천상혼이었을 뿐만 아니라, 차르의 동의 없는 결혼을 금지한 러시아 황실 기본법 제183조와 제188조를 위반했기 때문에 러시아 정교회는 이 혼인을 무효로 받아들였다.
알렉세이 대공은 아내와 아들이 러시아 황족의 일원으로 받아들여질 수 있도록 노력하였으나 알렉산드르 2세는 이들에게 작위를 수여하지 않았다. 알렉세이 대공의 아내 알렉산드라 주콥스카야는 1875년 크리스티안 헨리히 폰 보흐르만 남작과 재혼하였다.
1883년, 알렉세이 대공의 형인 알렉산드르 3세가 알렉세이 대공의 아들에게 백작의 작위를 수여하였다.
아들 알렉세이 벨룝스키 주콥스키는 1894년 마리야 페트로브나 트루베츠카와 결혼하여 자녀 넷을 두었으나 1904년 이혼하였다. 이후 나탈리아 블라디미로브나 쇼핑과 재혼하였으며 독일 바덴바덴의 별장에 머물렀다. 알렉세이 벨룝스키 주콥스키는 1932년 소련의 위성국인 자캅카스 사회주의 연방 소비에트 공화국 트빌리시에서 총살되었다.
첫번째 결혼 실패 후, 알렉세이 대공은 지나이다를 정부로 두며 교제하였고 그녀가 인후암으로 죽자 프랑스인 여성을 정부로 들였다.

## 최후

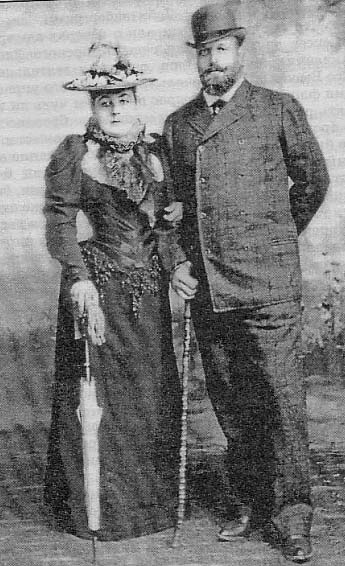
알렉세이 대공과 애인 지나이다

1905년 2월, 동생 세르게이 알렉산드로비치 대공의 암살 사건을 겪고 6월 해군에서 명예퇴직한 이후, 알렉세이 대공은 프랑스 파리로 이주하여 파리의 저택에서 대부분의 시간을 보냈다. 알렉세이는 예술과 패션에 많은 관심을 보였고, 그의 집에는 많은 작가와 화가, 배우들이 방문하였으며 여배우들과도 많은 시간을 보냈다.
마지막 공식 석상에 모습을 드러낸 것은 보드빌의 새 연극 드레스 리허설 때였다. 1주일 후인 1908년 11월 14일 폐렴으로 사망하였다.

### 사후
러시아 상트페테르부르크 페트로파블롭스크 요새의 대공들을 위한 무덤에 안장되었다. 조카인 니콜라이 2세는 그의 죽음에 충격을 받고 매우 슬퍼하였다. 니콜라이 2세는 숙부들 중에 알렉세이 대공과 가장 친하게 지내며 그로부터 다방면에서 많은 영향을 받았기 때문이다.
2006년 러시아 국립도서관에서 알렉세이 알렉산드로비치 대공의 일기가 발견되었다. 일기는 러시아어로 적혀 있었으며 1862년부터 1907년까지 45년 동안 쓰여졌다.

## 평가
니콜라이 1세의 손자이자 알렉세이 대공의 사촌 동생인 알렉산드르 미하일로비치 대공은 알렉세이 대공에 대해 무능하고 사치가 심하다고 비판하였다.
 
근심과 걱정이 없어 보이는 알렉세이 알렉산드로비치 대공은 르 뷰 브룸멜을 자주 방문하며 뭇 여성들의 관심을 받았다.
그는 공직에서 근무하는 공직자이고 러시아 제국 함대의 제독 못지않은 지위를 가지고 있었다.
하지만 파리에서 벗어나 일 년을 보내야 한다는 생각만으로도 사임할 수밖에 없었을 것이다.
(중략)
일본과의 전쟁이 임박했음을 알리는 여러 조짐에도 불구하고, 이 천하태평한 자는 다가올 비극을 알아채지 못했다.
알렉세이 대공은 계속해서 축하 파티를 즐겼으며 파티가 끝난 다음날 아침에서야 우리 함대가
일본과의 전투에서 부끄러운 패배를 당했다는 것을 알게 되었다. 그 후 대공은 사임하고 곧 죽었다.— 알렉산드르 미하일로비치

## 가족 관계
| - 조부 : 니콜라이 1세 (1796 ~ 1855) - 조모 : 알렉산드라 표도로브나 (1798 ~ 1860) - 아버지 : 알렉산드르 2세 (1818 ~ 1881) - 외조부 : 루트비히 2세 (1777 ~ 1844) - 외조모 : 바덴의 빌헬미네 (1788 ~ 1836) - 어머니 : 마리야 알렉산드로브나 (1824 ~ 1880) - 형 : 니콜라이 알렉산드로비치 황태자 (1843 ~ 1865) - 형 : 알렉산드르 3세 (1845 ~ 1894) - 형 : 블라디미르 알렉산드로비치 대공 (1847 ~ 1909) - 여동생 : 마리야 알렉산드로브나 여대공 (1853 ~ 1920) - 남동생 : 세르게이 알렉산드로비치 대공 (1857 ~ 1905) - 남동생 : 파벨 알렉산드로비치 대공 (1860 ~ 1919) | - 배우자 : 알렉산드라 주콥스카야 (1842 ~ 1899) - 아들 : 알렉세이 벨룝스키 주콥스키 (1871 ~ 1932) - 며느리 : 마리야 페트로브나 트루베츠카 (1872 ~ 1954) - 손녀 : 엘리자베타 벨룝스키 주콥스키 (1896 ~ 1975) - 손녀 : 알렉산드라 벨룝스키 주콥스키 (1899 ~ 1995) - 손녀 : 마리야 벨룝스키 주콥스키 (1901 ~ 1996) - 손자 : 세르게이 벨룝스키 주콥스키 (1903 ~ 1956) |

## 같이 보기
- 러시아 제국
- 발트 함대
- 알렉산드르 2세
- 알렉산드르 3세
- 니콜라이 2세
- 러시아-튀르크 전쟁 (1877년-1878년)
- 러일 전쟁